# 39991 Iochroma
39991 Iochroma è un asteroide della fascia principale. Scoperto nel 1998, presenta un'orbita caratterizzata da un semiasse maggiore pari a 2,4438141 UA e da un'eccentricità di 0,1621389, inclinata di 3,42952° rispetto all'eclittica.